# Camillina caldas
Camillina caldas Platnick & Shadab, 1982 è un ragno appartenente alla famiglia Gnaphosidae.

## Etimologia
Il nome proprio deriva dalla località brasiliana di Poços de Caldas.

## Caratteristiche
L'olotipo femminile rinvenuto ha lunghezza totale è di 2,98 mm; la lunghezza del cefalotorace è di 1,42 mm e la larghezza è di 1,01 mm.

## Distribuzione
La specie è stata reperita nel Brasile meridionale: a Poços de Caldas, nello stato di Minas Gerais.

## Tassonomia
Al 2015 non sono note sottospecie e dal 1982 non sono stati esaminati nuovi esemplari.